# Стрибки у воду на Чемпіонаті Європи з водних видів спорту 2018 — змішаний синхронний трамплін, 3 метри
Змагання зі змішаних синхронних стрибків у воду з триметрового трампліна на Чемпіонаті Європи з водних видів спорту 2018 відбулись 8 серпня.

## Результат[1]
| Місце | Країна          | Спортсмени                         |        |
| Місце | Країна          | Спортсмени                         | Очки   |
| ----- | --------------- | ---------------------------------- | ------ |
| 1     | Німеччина       | Лоу Массенберг Тіна Пунцель        | 313.50 |
| 2     | Велика Британія | Росс Гаслам Грейс Рейд             | 308.67 |
| 3     | Україна         | Вікторія Кесар Станіслав Оліферчик | 291.81 |
| 4     | Нідерланди      | Паскаль Фаатц Інге Янсен           | 278.10 |
| 5     | Швейцарія       | Мішелль Геймберг Йонатан Суков     | 274.50 |
| 6     | Австрія         | Ніколай Шаллер Селіна Стауденгерц  | 272.40 |
| 7     | Італія          | Елена Берточчі Маіколь Верцотто    | 268.05 |
| 8     | Польща          | Каспер Лесяк кая Скржекk           | 265.02 |
| 9     | Швеція          | Даніелла Неро Вінко Парадзік       | 233.34 |
| 10    | Росія           | Надія Бажина Микита Шлейхер        | 207.84 |